# Pavas (San José)
Pavas es el distrito número 9 del cantón de San José en la provincia homónima. 
Pavas se encuentra dentro de los límites de la ciudad de San José y destaca por sus importantes urbanizaciones y zonas industriales. En el distrito conviven sectores altamente urbanizados y de alto poder adquisitivo —como Rohrmoser— con vecindarios que enfrentan problemáticas sociales y elevados niveles de pobreza.
Entre sus principales hitos territoriales se encuentran el Aeropuerto Internacional Tobías Bolaños, el Centro Nacional de Alta Tecnología, la Embajada de los Estados Unidos de América, el Hospital Psiquiátrico Manuel Antonio Chapuí y Torres, el Cementerio Metropolitano y la sede de la Comisión Nacional de Prevención de Riesgos y Atención de Emergencias.

## Historia
Pavas o Las Pavas formaba parte de las tierras que donó el Padre Manuel Antonio Chapuí a los habitantes de San José. Empezó a ser poblada ya avanzado el siglo XIX, después de la independencia nacional. Entre sus primeras edificaciones, destaca la construcción de la iglesia en honor a Santa Bárbara. Pavas es designado distrito escolar en (2022).
Conforme avanzó el siglo XX, la zona se vio beneficiada con los principales servicios básicos. Tuvo para entonces, por ejemplo, agencia de policía, oficina de correos y una cañería que fue renovada en 1952.

## Ubicación
Pavas se encuentra al oeste de San José. Sus límites son:
- Norte: Distrito de La Uruca
- Sur: Río Tiribí y Escazú
- Este: Distrito de Mata Redonda
- Oeste: Río Tiribí y Escazú

## Geografía
Pavas cuenta con un área de 9,35 km² y una altitud media de 1044 m s. n. m.

## Demografía
Para el año 2022, Pavas cuenta con una población estimada de 83 573 habitantes, y para el último censo efectuado, en 2011, Pavas contaba con una población de 71 384 habitantes.
Pavas es el distrito más poblado de San José y del país (el distrito posee una población mayor que 69 de los 82 cantones costarricenses, entidad subnacional de mayor orden), pues según el Censo 2011 posee 71.384 habitantes y 19.735 viviendas en un área de 9,34 km². De acuerdo con los censos 2000 y 2011, la población de Pavas nacida en el extranjero se distribuye de la siguiente forma.
| País de Nacimiento       | Total 2000 | % Extranjeros | Total 2011 | % Extranjeros |
| ------------------------ | ---------- | ------------- | ---------- | ------------- |
| Nicaragua                | 9.292      | 72,5          | 8.554      | 73,3          |
| Colombia                 | 474        | 3,7           | 643        | 5,5           |
| El Salvador              | 439        | 3,4           | 332        | 2,8           |
| Estados Unidos           | 367        | 2,9           | 319        | 2,7           |
| Cuba                     | 356        | 2,8           | 269        | 2,3           |
| Nacidos en el Extranjero | 12.812     | 100,0         | 11.662     | 100,0         |

## Barrios

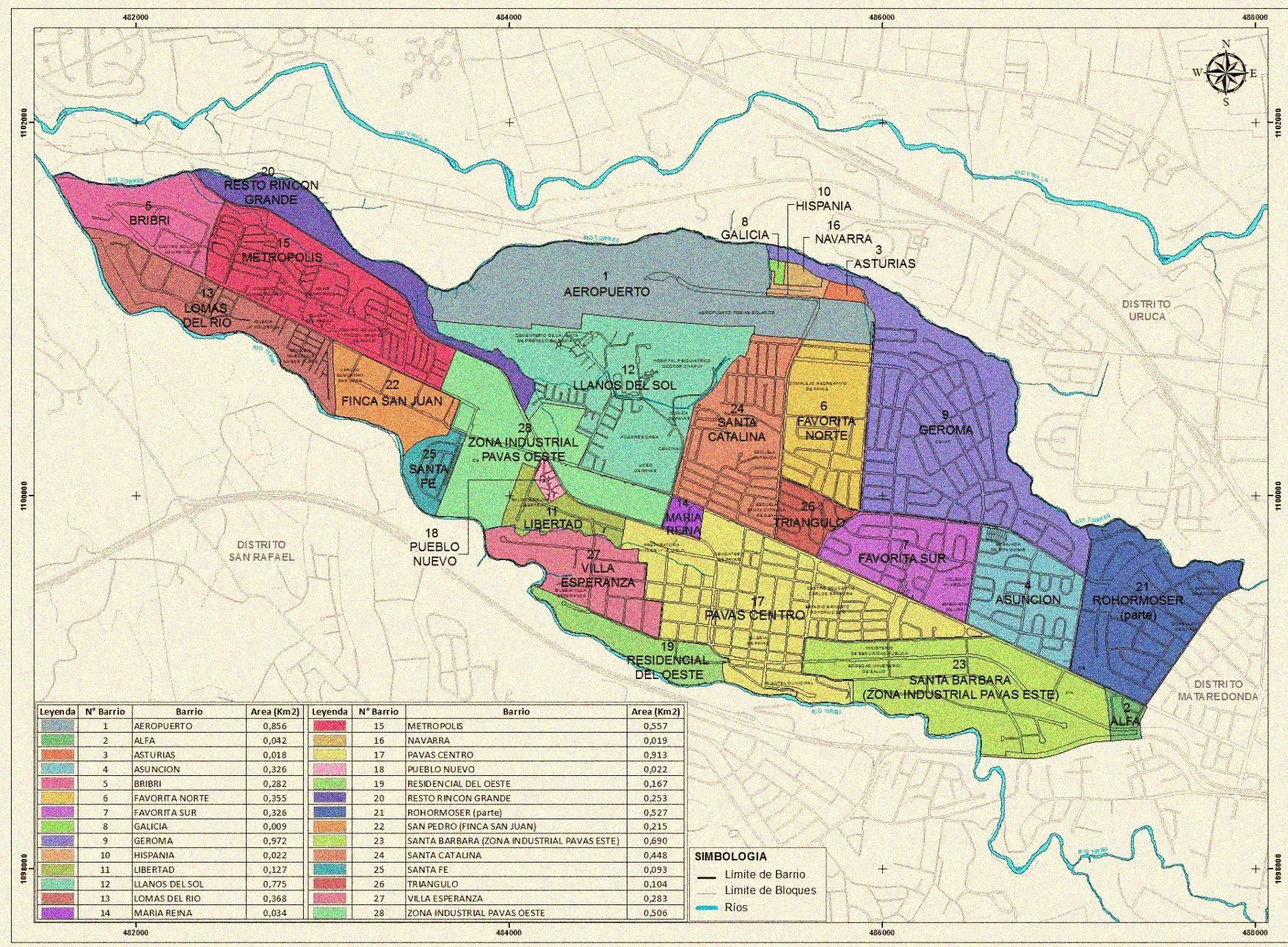
Mapa de Pavas

Pavas tiene 25 barrios: Alfa, Asturias, Asunción, Aeropuerto, Bribri, Favorita Norte, Favorita Sur, Galicia, Geroma, Hispana, Libertad, Lomas del Río, Llanos de Sol, María Reina, Metrópolis, Navarra, Pavas Centro, Pueblo Nuevo, Residencial del Oeste, Rincón Grande, Rohrmoser, Rotonda, San Juan, San Pedro, Santa Bárbara, Santa Catalina, Santa Fe, Triángulo, Villa Esperanza y la Zona Industrial.

## Transporte

### Carreteras
Al distrito lo atraviesan las siguientes rutas nacionales de carretera:
- Ruta nacional 39
- Ruta nacional 104
- Ruta nacional 174

### Ferrocarril
El Tren Interurbano administrado por el Instituto Costarricense de Ferrocarriles, atraviesa este distrito.

### Aeropuertos
El Aeropuerto Internacional Tobías Bolaños se ubica en este distrito. 